# Interval-start

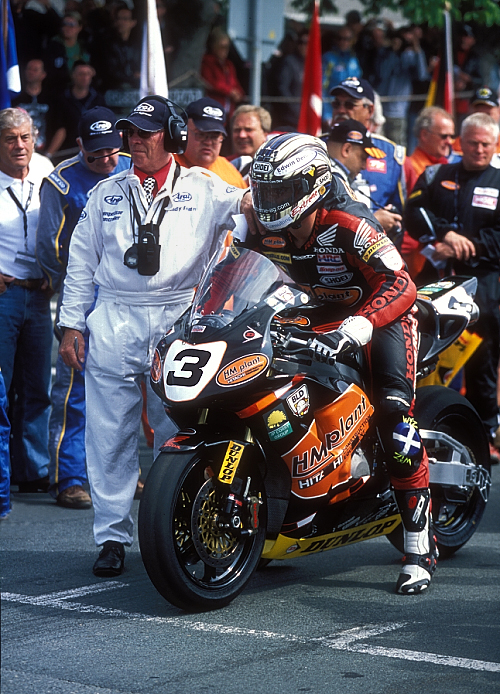
John McGuinness wacht op het schouderklopje van de starter tijdens de Senior TT van 2007

Een interval-start is een start van een wegrace met motorfietsen waarbij niet alle deelnemers ineens starten.
Het TT-circuit op het eiland Man is 60 kilometer lang. Er worden slechts 5 of 6 ronden gereden, waardoor het voor het publiek saai zou zijn als alle rijders tegelijk zouden starten. Daarom start men twee aan twee om de 10 seconden. De rijder weet pas aan het eind van de race of door pitsignalen zijn positie in de race. Dit circuit is bovendien dermate gevaarlijk gebleken, dat een massale start tot onaanvaardbare risico's zou leiden. 